# Albert Guille
Pour les articles homonymes, voir Guille.

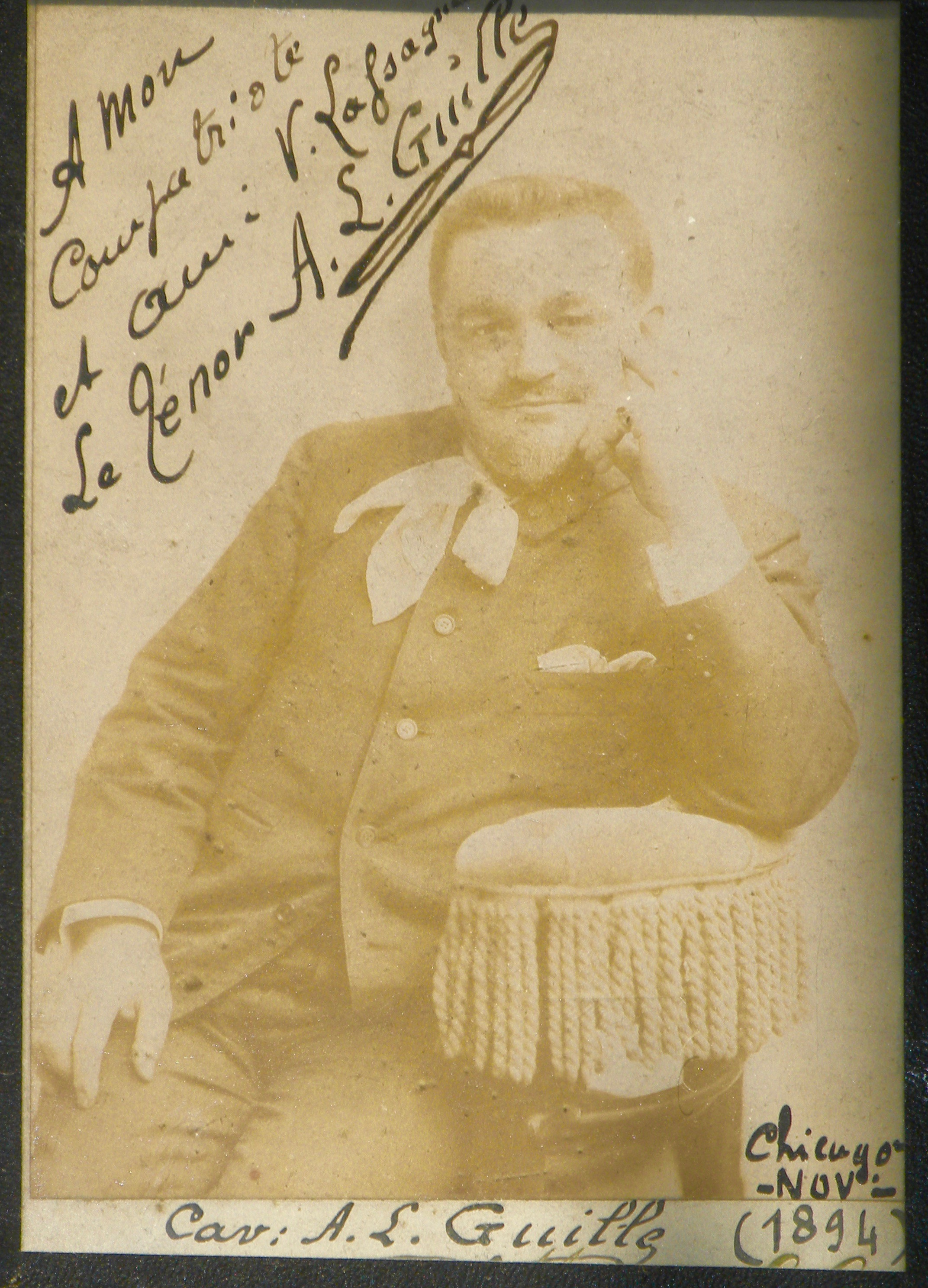
Albert Guille, Chicago 1894

Albert Louis Guille (1854-1914) est un ténor d'opéra français. Il a eu une bonne carrière aux États-Unis dans les années 1880-1890 et a été pendant un temps un partenaire privilégié de la soprano Adelina Patti. Pour sa notoriété, il a été décoré de l'Ordre du Christ et a aimé utiliser le titre de Chevalier,.

## Biographie
Guille est né à Avignon le 31 janvier 1854 de Joseph Vincent et Elizabeth Guille.
Il est connu pour ses rôles de ténor à l'opéra français : Manrico dans Le Trouvère de Verdi, Raoul dans Les Huguenots de Meyerbeer, Arnold dans Guillaume Tell de Rossini, Gaston dans Jérusalem de Verdi, Vasco de Gama dans L'Africaine de Meyerbeer, Masaniello dans La Muette de Portici d'Auber, et Dauphin dans Charles VI de Halévy. Aux États-Unis, il se produit à Boston, New York, Cleveland, Pittsburgh, La Nouvelle-Orléans, Chicago, San Francisco.
À compter du 18 novembre 1886 au New York Academy of Music, pendant six ans Guille était ténor des acteurs de soutiens en tournées d’Adelina Patti aux États-Unis et en Europe,.
Au New York Metropolitan Opera, il débute dans le rôle de Lyonel dans Martha de von Flotow le 23 avril 1892, rôle qu'il a joué à New York avec Patti depuis 1887. Il chante avec la compagnie pendant plusieurs saisons lors de concerts du dimanche et en tournée. Il interprète le rôle de Turiddu dans Cavalleria rusticana de Mascagni au printemps 1894.
Guille a estimé que sa taille réduite, 1,61 mètre, entravait sa carrière, bien qu'il soit surnommé « le petit homme à la grosse voix ». L’imprésario Henry Eugene Abbey (en), qui organisa ses tournées avec Patti, lui dit qu’il lui aurait donné 2 000 dollars à chaque représentation s'il avait été plus grand. Guille a répondu : « Si j'avais eu six pieds de hauteur au lieu du nain que je suis » — même de la taille de sa femme de 1,75 mètre — « ma voix m'aurait gagné 1 000 000 dollars ». Malgré cela, il a dit, « j'ai gagné beaucoup d'argent au cours de ma vie », 2 000 [dollars] par mois en tournée internationale avec Patti, jusqu'à 3 000 lors de ses dernières années américaines avec elle.
En 1881 à Bordeaux, Guille a épousé Joséphine Azibert (1854-1911) avec qui il a eu trois fils. Alors que sa carrière déclinait, Guille chante aux théâtres de vaudeville. Guille meurt dans la pauvreté le 19 août 1914 à Los Angeles, où il se nourrit depuis ses dernières années en chantant dans des salles de cinéma,.